# Boechera fructicosa
Boechera fructicosa là một loài thực vật có hoa trong họ Cải. Loài này được (A.Nelson) Al-Shehbaz mô tả khoa học đầu tiên năm 2003.